# Ronan Keating/Diskografie
Diese Diskografie ist eine Übersicht über die musikalischen Werke des irischen Pop-Sängers Ronan Keating. Den Schallplattenauszeichnungen zufolge hat er bisher mehr als 11,3 Millionen Tonträger verkauft, davon in seiner Heimat über 45.000. Seine erfolgreichste Veröffentlichung ist das Album Ronan mit über 2,7 Millionen verkauften Einheiten. 

## Alben

### Studioalben
| Jahr | Titel Musiklabel                    | Höchstplatzierung, Gesamtwochen, AuszeichnungChartplatzierungen (Jahr, Titel, Musiklabel, Platzierungen, Wochen, Auszeichnungen, Anmerkungen) | Höchstplatzierung, Gesamtwochen, AuszeichnungChartplatzierungen (Jahr, Titel, Musiklabel, Platzierungen, Wochen, Auszeichnungen, Anmerkungen) | Höchstplatzierung, Gesamtwochen, AuszeichnungChartplatzierungen (Jahr, Titel, Musiklabel, Platzierungen, Wochen, Auszeichnungen, Anmerkungen) | Höchstplatzierung, Gesamtwochen, AuszeichnungChartplatzierungen (Jahr, Titel, Musiklabel, Platzierungen, Wochen, Auszeichnungen, Anmerkungen) | Höchstplatzierung, Gesamtwochen, AuszeichnungChartplatzierungen (Jahr, Titel, Musiklabel, Platzierungen, Wochen, Auszeichnungen, Anmerkungen) | Anmerkungen                                                                 |
| Jahr | Titel Musiklabel                    | DE | AT | CH | UK | IE | Anmerkungen                                                                 |
| ---- | ----------------------------------- | --- | --- | --- | --- | --- | --------------------------------------------------------------------------- |
| 2000 | Ronan Polydor (UMG)                 | DE2 Platin · (44 Wo.)DE | AT10 (13 Wo.)AT | CH4 Gold · (33 Wo.)CH | UK1 ×4Vierfachplatin · (63 Wo.)UK | IE2 (29 Wo.)IE | Erstveröffentlichung: 21. August 2000 Verkäufe: + 2.255.000                 |
| 2002 | Destination Polydor (UMG)           | DE1 Gold · (36 Wo.)DE | AT2 (21 Wo.)AT | CH3 Platin · (34 Wo.)CH | UK1 ×2Doppelplatin · (48 Wo.)UK | IE3 (7 Wo.)IE | Erstveröffentlichung: 17. Mai 2002 Verkäufe: + 1.205.000                    |
| 2003 | Turn It On Polydor (UMG)            | DE18 (15 Wo.)DE | AT45 (11 Wo.)AT | CH19 (15 Wo.)CH | UK21 Gold · (18 Wo.)UK | IE57 (1 Wo.)IE | Erstveröffentlichung: 16. November 2003 Verkäufe: + 135.000                 |
| 2006 | Bring You Home Polydor (UMG)        | DE7 (14 Wo.)DE | AT10 (7 Wo.)AT | CH3 (13 Wo.)CH | UK3 Gold · (16 Wo.)UK | IE16 (7 Wo.)IE | Erstveröffentlichung: 2. Juni 2006 Verkäufe: + 170.000                      |
| 2009 | Songs for My Mother Polydor (UMG)   | DE14 (5 Wo.)DE | AT34 (4 Wo.)AT | CH13 (9 Wo.)CH | UK1 Gold · (12 Wo.)UK | IE1 Platin · (25 Wo.)IE | Erstveröffentlichung: 13. März 2009 Verkäufe: + 200.000                     |
| 2009 | Winter Songs Polydor (UMG)          | DE73 (3 Wo.)DE | — | CH74 (1 Wo.)CH | UK16 Gold · (6 Wo.)UK | IE12 (7 Wo.)IE | Erstveröffentlichung: 13. November 2009 Verkäufe: + 100.000                 |
| 2010 | Duet Universal Music (UMG)          | — | — | — | — | — | Erstveröffentlichung: 12. November 2010 nur in Australien und Neuseeland    |
| 2011 | When Ronan Met Burt Polydor (UMG)   | — | — | — | UK3 Gold · (9 Wo.)UK | IE5 (7 Wo.)IE | Erstveröffentlichung: 18. März 2011 Verkäufe: + 135.000; mit Burt Bacharach |
| 2012 | Fires Polydor (UMG)                 | DE20 (3 Wo.)DE | AT51 (1 Wo.)AT | CH26 (3 Wo.)CH | UK5 (8 Wo.)UK | IE12 (4 Wo.)IE | Erstveröffentlichung: 31. August 2012                                       |
| 2016 | Time of My Life Decca Records (UMG) | DE25 (2 Wo.)DE | AT44 (1 Wo.)AT | CH16 (8 Wo.)CH | UK4 (7 Wo.)UK | IE26 (4 Wo.)IE | Erstveröffentlichung: 12. Februar 2016                                      |
| 2020 | Twenty Twenty Decca Records (UMG)   | DE24 (2 Wo.)DE | AT47 (1 Wo.)AT | CH10 (4 Wo.)CH | UK2 (6 Wo.)UK | IE22 (1 Wo.)IE | Erstveröffentlichung: 24. Juli 2020                                         |
| 2021 | Songs from Home Decca Records (UMG) | DE80 (1 Wo.)DE | — | CH70 (2 Wo.)CH | UK15 (6 Wo.)UK | IE20 (1 Wo.)IE | Erstveröffentlichung: 12. November 2021                                     |

### Kompilationen
| Jahr | Titel Musiklabel               | Höchstplatzierung, Gesamtwochen, AuszeichnungChartplatzierungen (Jahr, Titel, Musiklabel, Platzierungen, Wochen, Auszeichnungen, Anmerkungen) | Höchstplatzierung, Gesamtwochen, AuszeichnungChartplatzierungen (Jahr, Titel, Musiklabel, Platzierungen, Wochen, Auszeichnungen, Anmerkungen) | Höchstplatzierung, Gesamtwochen, AuszeichnungChartplatzierungen (Jahr, Titel, Musiklabel, Platzierungen, Wochen, Auszeichnungen, Anmerkungen) | Höchstplatzierung, Gesamtwochen, AuszeichnungChartplatzierungen (Jahr, Titel, Musiklabel, Platzierungen, Wochen, Auszeichnungen, Anmerkungen) | Höchstplatzierung, Gesamtwochen, AuszeichnungChartplatzierungen (Jahr, Titel, Musiklabel, Platzierungen, Wochen, Auszeichnungen, Anmerkungen) | Anmerkungen                                                  |
| Jahr | Titel Musiklabel               | DE | AT | CH | UK | IE | Anmerkungen                                                  |
| ---- | ------------------------------ | --- | --- | --- | --- | --- | ------------------------------------------------------------ |
| 2004 | 10 Years of Hits Polydor (UMG) | DE7 Platin · (48 Wo.)DE | AT13 (22 Wo.)AT | CH8 (39 Wo.)CH | UK1 ×4Vierfachplatin · (47 Wo.)UK | IE5 ×2Doppelplatin · (34 Wo.)IE | Erstveröffentlichung: 18. Oktober 2004 Verkäufe: + 2.295.000 |

## Singles

### Als Leadmusiker
| Jahr | Titel Album                            | Höchstplatzierung, Gesamtwochen, AuszeichnungChartplatzierungen (Jahr, Titel, Album, Platzierungen, Wochen, Auszeichnungen, Anmerkungen) | Höchstplatzierung, Gesamtwochen, AuszeichnungChartplatzierungen (Jahr, Titel, Album, Platzierungen, Wochen, Auszeichnungen, Anmerkungen) | Höchstplatzierung, Gesamtwochen, AuszeichnungChartplatzierungen (Jahr, Titel, Album, Platzierungen, Wochen, Auszeichnungen, Anmerkungen) | Höchstplatzierung, Gesamtwochen, AuszeichnungChartplatzierungen (Jahr, Titel, Album, Platzierungen, Wochen, Auszeichnungen, Anmerkungen) | Höchstplatzierung, Gesamtwochen, AuszeichnungChartplatzierungen (Jahr, Titel, Album, Platzierungen, Wochen, Auszeichnungen, Anmerkungen) | Anmerkungen                                                                                  |
| Jahr | Titel Album                            | DE | AT | CH | UK | IE | Anmerkungen                                                                                  |
| ---- | -------------------------------------- | --- | --- | --- | --- | --- | -------------------------------------------------------------------------------------------- |
| 1999 | When You Say Nothing at All Ronan      | DE6 Gold · (18 Wo.)DE | AT5 (15 Wo.)AT | CH4 (25 Wo.)CH | UK1 ×2Doppelplatin · (23 Wo.)UK | IE1 (11 Wo.)IE | Erstveröffentlichung: 26. Juli 1999 Verkäufe: + 1.850.000                                    |
| 2000 | Life Is a Rollercoaster Ronan          | DE10 (15 Wo.)DE | AT13 (10 Wo.)AT | CH11 (20 Wo.)CH | UK1 Platin · (22 Wo.)UK | IE1 (11 Wo.)IE | Erstveröffentlichung: 10. Juli 2000 Verkäufe: + 705.000                                      |
| 2000 | The Way You Make Me Feel Ronan         | DE65 (7 Wo.)DE | — | CH52 (7 Wo.)CH | UK6 (16 Wo.)UK | IE8 (8 Wo.)IE | Erstveröffentlichung: 13. November 2000                                                      |
| 2001 | Lovin’ Each Day Ronan                  | DE14 (11 Wo.)DE | AT26 (9 Wo.)AT | CH26 (16 Wo.)CH | UK2 Gold · (17 Wo.)UK | IE4 (10 Wo.)IE | Erstveröffentlichung: 2. April 2001 Verkäufe: + 400.000                                      |
| 2002 | If Tomorrow Never Comes Destination    | DE5 (19 Wo.)DE | AT1 (21 Wo.)AT | CH7 (30 Wo.)CH | UK1 Platin · (20 Wo.)UK | IE3 (13 Wo.)IE | Erstveröffentlichung: 6. Mai 2002 Verkäufe: + 770.000                                        |
| 2002 | I Love It When We Do Destination       | DE56 (3 Wo.)DE | AT42 (8 Wo.)AT | CH41 (13 Wo.)CH | UK5 (27 Wo.)UK | IE12 (5 Wo.)IE | Erstveröffentlichung: 9. September 2002                                                      |
| 2002 | We’ve Got Tonight Destination          | DE7* Gold · (14 Wo.)DE | AT6* (17 Wo.)AT | CH25* (14 Wo.)CH | UK4 (13 Wo.)UK | IE10 (13 Wo.)IE | Erstveröffentlichung: 11. November 2002 Verkäufe: + 285.000; mit Lulu / *Jeanette Biedermann |
| 2003 | Je T’aime Plus Que Tout Destination    | — | — | CH17 (15 Wo.)CH | — | — | Erstveröffentlichung: 17. Februar 2003 feat. Cécilia Cara                                    |
| 2003 | The Long Goodbye Destination           | DE44 (7 Wo.)DE | AT45 (6 Wo.)AT | CH70 (1 Wo.)CH | UK3 (11 Wo.)UK | IE10 (8 Wo.)IE | Erstveröffentlichung: 28. April 2003                                                         |
| 2003 | Lost for Words Turn It On              | DE49 (6 Wo.)DE | AT70 (2 Wo.)AT | CH44 (4 Wo.)CH | UK9 (6 Wo.)UK | IE23 (2 Wo.)IE | Erstveröffentlichung: 3. November 2003                                                       |
| 2004 | She Believes (in Me) Turn It On        | DE22 (9 Wo.)DE | AT30 (9 Wo.)AT | — | UK2 (7 Wo.)UK | IE17 (5 Wo.)IE | Erstveröffentlichung: 9. Februar 2004                                                        |
| 2004 | Last Thing on My Mind Turn It On       | DE50 (9 Wo.)DE | AT33 (7 Wo.)AT | CH44 (9 Wo.)CH | UK5 (9 Wo.)UK | IE10 (6 Wo.)IE | Erstveröffentlichung: 7. Juni 2004 feat. LeAnn Rimes                                         |
| 2004 | I Hope You Dance 10 Years of Hits      | DE52 (9 Wo.)DE | — | CH49 (6 Wo.)CH | UK2 (7 Wo.)UK | IE4 (9 Wo.)IE | Erstveröffentlichung: 4. Oktober 2004                                                        |
| 2004 | Father and Son 10 Years of Hits        | DE27 (15 Wo.)DE | AT41 (9 Wo.)AT | CH41 (11 Wo.)CH | UK2 Gold · (13 Wo.)UK | IE16 (10 Wo.)IE | Erstveröffentlichung: 13. Dezember 2004 Verkäufe: + 400.000; feat. Yusuf Islam               |
| 2005 | Baby Can I Hold You 10 Years of Hits   | DE42 (9 Wo.)DE | — | — | — | — | Erstveröffentlichung: 8. Juli 2005 Original: Boyzone                                         |
| 2006 | Iris Bring You Home                    | DE24 (10 Wo.)DE | AT22 (14 Wo.)AT | CH29 (16 Wo.)CH | UK15 (7 Wo.)UK | IE30 (2 Wo.)IE | Erstveröffentlichung: 26. Mai 2006 Original: Goo Goo Dolls                                   |
| 2006 | All Over Again Bring You Home          | — | — | — | UK6 (8 Wo.)UK | IE11 (6 Wo.)IE | Erstveröffentlichung: 29. Mai 2006 feat. Kate Rusby                                          |
| 2006 | This I Promise You Bring You Home      | — | — | — | — | — | Erstveröffentlichung: 11. Dezember 2006                                                      |
| 2009 | Time After Time Songs for My Mother    | — | — | — | UK88 (2 Wo.)UK | — | Erstveröffentlichung: 9. Februar 2009                                                        |
| 2009 | This Is Your Song Songs for My Mother  | — | — | — | — | — | Erstveröffentlichung: 18. Mai 2009                                                           |
| 2009 | Stay Winter Songs                      | — | — | — | — | — | Erstveröffentlichung: 12. November 2009 Verkäufe: + 35.000                                   |
| 2009 | It’s Only Christmas Winter Songs       | DE88 (2 Wo.)DE | — | — | — | — | Erstveröffentlichung: 11. Dezember 2009 mit Kate Ceberano                                    |
| 2010 | Believe Again –                        | — | — | — | — | — | Erstveröffentlichung: 5. November 2010 feat. Paulini                                         |
| 2012 | Fires                                  | — | — | — | UK76 (1 Wo.)UK | — | Erstveröffentlichung: 6. August 2012                                                         |
| 2016 | Let Me Love You Time of My Life        | — | — | — | — | — | Erstveröffentlichung: 4. Januar 2016                                                         |
| 2020 | One of a Kind Twenty Twenty            | — | — | — | — | — | Erstveröffentlichung: 13. Februar 2020 feat. Emeli Sandé                                     |
| 2020 | Little Thing Called Love Twenty Twenty | — | — | — | — | — | Erstveröffentlichung: 29. April 2020                                                         |
| 2020 | Love Will Remain Twenty Twenty         | — | — | — | — | — | Erstveröffentlichung: 9. Juli 2020 feat. Clare Bowen                                         |
| 2020 | Forever and Ever, Amen Twenty Twenty   | — | — | — | — | — | Erstveröffentlichung: 12. November 2020 feat. Shania Twain                                   |
| 2021 | The Blower’s Daughter Songs from Home  | — | — | — | — | — | Erstveröffentlichung: 8. Oktober 2021                                                        |
| 2021 | Heyday Songs from Home                 | — | — | — | — | — | Erstveröffentlichung: 29. Oktober 2021                                                       |
| 2021 | The Parting Glass Songs from Home      | — | — | — | — | — | Erstveröffentlichung: 10. Dezember 2021                                                      |

### Als Gastmusiker
| Jahr | Titel Album                            | Anmerkungen                                                                |
| ---- | -------------------------------------- | -------------------------------------------------------------------------- |
| 1991 | These Days Now That I Know What I Want | Erstveröffentlichung: 10. September 1999 Brian Kennedy feat. Ronan Keating |

## Videoalben und Musikvideos

### Videoalben
| Jahr | Titel                                 | Höchstplatzierung, Gesamtwochen, AuszeichnungChartplatzierungen (Jahr, Titel, Platzierungen, Wochen, Auszeichnungen, Anmerkungen) | Höchstplatzierung, Gesamtwochen, AuszeichnungChartplatzierungen (Jahr, Titel, Platzierungen, Wochen, Auszeichnungen, Anmerkungen) | Höchstplatzierung, Gesamtwochen, AuszeichnungChartplatzierungen (Jahr, Titel, Platzierungen, Wochen, Auszeichnungen, Anmerkungen) | Höchstplatzierung, Gesamtwochen, AuszeichnungChartplatzierungen (Jahr, Titel, Platzierungen, Wochen, Auszeichnungen, Anmerkungen) | Höchstplatzierung, Gesamtwochen, AuszeichnungChartplatzierungen (Jahr, Titel, Platzierungen, Wochen, Auszeichnungen, Anmerkungen) | Anmerkungen                |
| Jahr | Titel                                 | DE | AT | CH | UK | IE | Anmerkungen                |
| ---- | ------------------------------------- | --- | --- | --- | --- | --- | -------------------------- |
| 2000 | Ronan Live from the Royal Albert Hall | — | — | — | UK2 ×2Doppelplatin · (46 Wo.)UK                                                                                                   | — | Erstveröffentlichung: 2000 |
| 2002 | Ronan Live: Destination Wembley ’02   | — | — | — | UK2 Platin · (16 Wo.)UK | — | Erstveröffentlichung: 2002 |

### Musikvideos
| Jahr | Titel                             |
| ---- | --------------------------------- |
| 1999 | When You Say Nothing at All       |
| 2000 | Life Is a Rollercoaster           |
| 2000 | The Way You Make Me Feel          |
| 2001 | Lovin’ Each Day                   |
| 2002 | If Tomorrow Never Comes           |
| 2002 | I Love It When We Do              |
| 2002 | We’ve Got Tonight (2 Versionen)   |
| 2003 | The Long Goodbye                  |
| 2003 | Love Won’t Work (If We Don’t Try) |
| 2003 | Lost for Words                    |
| 2004 | She Believes (in Me)              |
| 2004 | Last Thing on My Mind             |
| 2004 | I Hope You Dance                  |
| 2004 | Father and Son                    |
| 2006 | All Over Again                    |
| 2006 | Iris                              |
| 2009 | This I Promise You                |
| 2009 | This Is Your Song                 |
| 2009 | Stay                              |
| 2012 | Fires                             |
| 2012 | Wasted Light                      |
| 2016 | Let Me Love You                   |
| 2016 | As Long as We’re in Love          |
| 2016 | Breathe                           |
| 2020 | One of a Kind                     |
| 2020 | Little Thing Called Love          |

## Autorenbeteiligungen
- 2009: Niels Brinck – Believe Again
- 2009: Orianthi – Believe
- 2009: Jeroen van der Boom – Weer geloven

## Boxsets
- 2010: Ronan / Destination

## Promoveröffentlichungen
| Jahr | Titel Album                              | Anmerkungen                |
| ---- | ---------------------------------------- | -------------------------- |
| 2012 | Wasted Light Fires                       | Erstveröffentlichung: 2012 |
| 2016 | As Long as We’re in Love Time of My Life | Erstveröffentlichung: 2016 |

## Sonderveröffentlichungen

### Gastbeiträge
- 2003: Il volo – The Flight (Zucchero feat. Ronan Keating)
- 2003: We’ve Got Tonight (Giorgia con Ronan Keating)
- 2007: All Over Again (Floortje feat. Ronan Keating)
- 2009: Ain’t No Mountain High Enough (Stefanie Heinzmann feat. Ronan Keating)
- 2013: All I Want is You (Brian McFadden feat. Ronan Keating)

## Statistik

### Chartauswertung
|                     | DE     | AT    | CH     | UK     | IE     |
| ------------------- | ------ | ----- | ------ | ------ | ------ |
| Nummer-eins-Alben   | DE1DE  | AT—AT | CH—CH  | UK4UK  | IE1IE  |
| Top-10-Alben        | DE4DE  | AT3AT | CH5CH  | UK9UK  | IE5IE  |
| Alben in den Charts | DE11DE | AT9AT | CH11CH | UK12UK | IE12IE |

|                       | DE     | AT     | CH     | UK     | IE     |
| --------------------- | ------ | ------ | ------ | ------ | ------ |
| Nummer-eins-Singles   | DE—DE  | AT1AT  | CH—CH  | UK3UK  | IE2IE  |
| Top-10-Singles        | DE4DE  | AT3AT  | CH3CH  | UK14UK | IE9IE  |
| Singles in den Charts | DE16DE | AT12AT | CH14CH | UK17UK | IE15IE |

|                          | DE    | AT    | CH    | UK    | IE    |
| ------------------------ | ----- | ----- | ----- | ----- | ----- |
| Nummer-eins-Videoalben   | DE—DE | AT—AT | CH—CH | UK—UK | IE—IE |
| Top-10-Videoalben        | DE—DE | AT—AT | CH—CH | UK2UK | IE—IE |
| Videoalben in den Charts | DE—DE | AT—AT | CH—CH | UK2UK | IE—IE |

### Auszeichnungen für Musikverkäufe
| Silberne Schallplatte - Frankreich - 2002: für das Album Destination Goldene Schallplatte - Australien - 2000: für die Single Life Is a Rollercoaster - 2003: für das Album Turn It on - 2003: für die Single We’ve Got Tonight - 2009: für die Single Stay - 2010: für das Album Duet - 2011: für das Album When Ronan Met Burt - Belgien - 1999: für die Single When You Say Nothing at All - 2002: für die Single If Tomorrow Never Comes - Dänemark - 2001: für das Album Ronan - 2002: für das Album Destination - 2021: für die Single If Tomorrow Never Comes - 2025: für die Single Life Is a Rollercoaster - Finnland - 2000: für das Album Ronan - Italien - 2021: für die Single When You Say Nothing at All - Neuseeland - 2002: für die Single If Tomorrow Never Comes - Niederlande - 2002: für das Album Destination - Norwegen - 1999: für die Single When You Say Nothing at All - 2000: für die Single Life Is a Rollercoaster - Schweden - 2000: für die Single Life Is a Rollercoaster - 2002: für das Album Destination - 2002: für die Single If Tomorrow Never Comes - Spanien - 2024: für die Single When You Say Nothing at All | Platin-Schallplatte - Australien - 1999: für die Single When You Say Nothing at All - 2002: für die Single If Tomorrow Never Comes - 2006: für das Album Bring You Home - 2009: für das Album Songs for My Mother - Dänemark - 2022: für die Single When You Say Nothing at All - Europa - 2002: für das Album Destination - Neuseeland - 2005: für das Album 10 Years of Hits - 2009: für das Album Songs for My Mother - Norwegen - 2000: für das Album Ronan - 2002: für das Album Destination - 2002: für die Single If Tomorrow Never Comes - Schweden - 1999: für die Single When You Say Nothing at All - 2005: für das Album 10 Years of Hits - 2009: für das Videoalbum Ronan Live: Destination Wembley ’02 | 2× Platin-Schallplatte - Australien - 2003: für das Album Destination - Europa - 2001: für das Album Ronan - 2010: für das Album 10 Years of Hits - Neuseeland - 2002: für das Album Destination - 2010: für das Album Duet - 2024: für die Single When You Say Nothing at All 3× Platin-Schallplatte - Australien - 2001: für das Album Ronan - Neuseeland - 2001: für das Album Ronan 4× Platin-Schallplatte - Australien - 2016: für das Album 10 Years of Hits |

Anmerkung: Auszeichnungen in Ländern aus den Charttabellen bzw. Chartboxen sind in ebendiesen zu finden.
| Land/RegionAuszeichnungen für Musikverkäufe (Land/Region, Auszeichnungen, Verkäufe, Quellen) | Silber  | Gold       | Platin       | Verkäufe    | Quellen                                                    |
| -------------------------------------------------------------------------------------------- | ------- | ---------- | ------------ | ----------- | ---------------------------------------------------------- |
| Australien (ARIA)                                                                            | —       | 6× Gold6   | 13× Platin13 | 1.120.000   | aria.com.au                                                |
| Belgien (BRMA)                                                                               | —       | 2× Gold2   | —            | 50.000      | ultratop.be                                                |
| Dänemark (IFPI)                                                                              | —       | 4× Gold4   | Platin1      | 230.000     | ifpi.dk                                                    |
| Deutschland (BVMI)                                                                           | —       | 3× Gold3   | 2× Platin2   | 1.300.000   | musikindustrie.de                                          |
| Europa (IFPI)                                                                                | —       | —          | 5× Platin5   | (5.000.000) | ifpi.org                                                   |
| Finnland (IFPI)                                                                              | —       | Gold1      | —            | 27.059      | ifpi.fi                                                    |
| Frankreich (SNEP)                                                                            | Silber1 | —          | —            | 50.000      | infodisc.fr                                                |
| Irland (IRMA)                                                                                | —       | —          | 3× Platin3   | 45.000      | irishcharts.ie                                             |
| Italien (FIMI)                                                                               | —       | Gold1      | —            | 35.000      | fimi.it                                                    |
| Neuseeland (RMNZ)                                                                            | —       | Gold1      | 11× Platin11 | 200.000     | aotearoamusiccharts.co.nz NZ2                              |
| Niederlande (NVPI)                                                                           | —       | Gold1      | —            | 40.000      | nvpi.nl                                                    |
| Norwegen (IFPI)                                                                              | —       | 2× Gold2   | 3× Platin3   | 120.000     | ifpi.no (Memento vom 5. November 2012 im Internet Archive) |
| Schweden (IFPI)                                                                              | —       | 3× Gold3   | 3× Platin3   | 150.000     | sverigetopplistan.se SE2                                   |
| Schweiz (IFPI)                                                                               | —       | Gold1      | Platin1      | 65.000      | hitparade.ch                                               |
| Spanien (Promusicae)                                                                         | —       | Gold1      | —            | 30.000      | elportaldemusica.es                                        |
| Vereinigtes Königreich (BPI)                                                                 | —       | 7× Gold7   | 17× Platin17 | 6.850.000   | bpi.co.uk                                                  |
| Insgesamt                                                                                    | Silber1 | 33× Gold33 | 59× Platin59 |             |                                                            |